# Tosafot
Tosafot (in ebraico תוספות) sono una serie di commentarii, anche medievali, sul Talmud. Assumono la forma di glosse critiche ed esplicative, stampate in quasi tutte le edizioni Talmud sul margine esterno e di fronte alle note di Rashi. Gli autori delle Tosafot sono conosciuti come Tosafisti ("ba'ale ha-Tosafot").
Il termine "Tosafot" non è stato applicato per la prima volta solo nelle glosse dei continuatori di Rashi ma anche già nelle aggiunte alla Mishnah compilata da Yehudah HaNasi.

## Etimologia ed origine
La parola tosafot significa letteralmente aggiunte.
Per quale motivo queste glosse sono chiamate Tosafot è una questione di disputa tra gli studiosi moderni.

## Controversie
Molti, tra cui Heinrich Graetz, pensano che le glosse siano così chiamate in quanto aggiunte al commento di Rashi al Talmud: nel periodo delle Tosafot, che ebbe inizio immediatamente dopo che Rashi ebbe scritto il suo commento, i primi Tosafisti furono i generi ed i nipoti di Rashi e le Tosafot consistono principalmente in critiche al commento di Rashi.
Altri, soprattutto Weiss, obiettano che molte tosafot, in particolare quelle di Isaia di Trani, non fanno alcun riferimento a Rashi.
Weiss, seguito da altri studiosi, afferma che tosafot significa "aggiunte" al Talmud: sono un ampliamento e lo sviluppo del Talmud. Come infatti la Ghemara è un commento critico ed analitico alla Mishnah, così le glosse Tosafot sono un commento critico e analitico del Talmud.

## Caratteristiche generali
Come Rashi i commentatori del Talmud si occuparono anche del significato letterale ("Peshat") del testo ma dopo l'inizio del XII secolo lo spirito di critica ha pervaso i maestri del Talmud. Alcuni dei successori di Rashi, come i suoi generi e suo nipote Samuel ben Meir (Rashbam), mentre commentavano il Talmud alla maniera di Rashi aggiungevano anche glosse in un proprio stile peculiare.
La caratteristica principale delle Tosafot è che, col grande rispetto di cui Rashi godeva tra i Tosafisti, questi ultimi lo commentarono liberamente.

## Struttura
Le Tosafot assomigliano alla Ghemara per diversi aspetti: come quest'ultima è opera di diverse scuole portata avanti attraverso un lungo periodo, per cui i primi scritti sono di tempi diversi e di diverse scuole, anche le Tosafot sono raccolte successivamente in un unico corpo.

## Meccanismo concettuale
Inoltre le Tosafot non costituiscono un commentario continuo ma, come il "Dissensiones" del Codice Romano del primo quarto del XII secolo, trattano soltanto i passaggi difficili del testo talmudico.
Singole frasi sono spiegate sulla base di citazioni prese da altri trattati talmudici, inoltre, a prima vista, sembrano non aver alcun legame con le frasi in questione... ...d'altra parte le frasi che sembrano essere connesse e interdipendenti sono infatti separate e inserite in diversi trattati.

## Metodo
Le Tosafot possono essere considerate attraverso la metodologia del Talmud.
Una regola frequentemente ricorrente è indicata da una formula come [ne] troviamo molte come questo.
Le loro regole non sono riunite in una serie come lo sono, ad esempio, nell'introduzione di Maimonide alla Mishnah ma sono sparse in vari punti ed il loro numero è piuttosto considerevole, né sono indicate con termini fissi: una regola generalmente accettata è seguita da "Questa è la via del Talmud" o "Il Talmud di solito dice".
A volte si trova l'espressione negativa "Questo non è il modo del Talmud".

## Livello esegetico ebraico
Bisogna ricordare che ciò che è stato detto finora riguarda le caratteristiche generali delle Tosafot e non è in conflitto con il fatto che gli scritti di Tosafisti differiscono per stile e livello.
Si deve aggiungere che la parte delle Tosafot può essere compresa solo da coloro che sono a buon punto nello studio del Talmud per i quali le discussioni più intricate sono trattate come se fossero semplici anche se glosse che spiegano il significato di una parola o una osservazione grammaticale sono molto rare.
Per quanto riguarda il metodo va detto che le Tosafot di Touques, ad esempio, riguardano in particolare l'interpretazione della legge tradizionale ma senza pronunciarsi su decisioni halakhiche definitive.